# Зайцев, Николай Игоревич
Никола́й И́горевич За́йцев (латыш. Nikolajs Zaicevs; 3 января 1992, Рига) — латвийский футболист, нападающий.

## Биография
Воспитанник юношеского футбольного центра «Сконто», с 2008 по 2010 год Николай Зайцев играл в молодёжных командах «Олдем Атлетик», но впоследствии клуб его отпустил. Вернувшись на родину, сезон 2010 года он доиграл в вентспилсском «Транзите».
В начале 2011 года Николай Зайцев побывал на просмотре в польском клубе «Полония» из города Бытом, но закрепиться в нём ему не удалось. Чуть позднее Николай Зайцев присоединился к рижскому клубу «Сконто», который отправил его в аренду в фарм-клуб «Олимп».
Во второй половине 2012 года на правах аренды играл за эстонский клуб «Нарва-Транс», сыграл 8 матчей и забил 1 гол в чемпионате Эстонии.
Является сыном Игоря Зайцева — управляющего компании «Тremova Ltd.», которой принадлежит контрольный пакет «Сконто».

## Достижения
- Обладатель Кубка Латвии: 2012.